# Tower (Míchigan)
Tower es un lugar designado por el censo ubicado en el condado de Cheboygan en el estado estadounidense de Míchigan. En el Censo de 2020 tenía una población de 248 habitantes y una densidad poblacional de 155,97 habitantes por km². Fue incluido como CDP en el censo de 2020. 

## Geografía
Tower se encuentra ubicado en las coordenadas 45°21′19″N 84°18′02″O / 45.35528, -84.30056.  Según la Oficina del Censo de los Estados Unidos,  tiene una superficie total de 1,59 km², de la cual 1,41 km² corresponden a tierra firme y 0,18 km² a agua.